# Jerry Steinhilber
Jerry Steinhilber ist ein US-amerikanischer Jazz-Schlagzeuger.
Steinhilber spielt seit seinem zwölften Lebensjahr Schlagzeug. Er studierte Jazzmusik an der Berklee School of Music und arbeitete dann als Musiker auf Kreuzfahrtschiffen. Mitte der 1980er Jahre gehörte er der Rhythmusgruppe einer Band an, die in Kasinos und Resorts auftrat. Nach Auftritten als Jazzmusiker in Santa Barbara spielte er Tanzmusik in Phoenix.
Anfang der 1990er Jahre ging Steinhilber nach Los Angeles, wo er u. a. mit Eric Marienthal, Pete Christlieb und den Brüdern John und Jeff Clayton arbeitete und seine Schlagzeugtechnik bei Murray Spivak vervollkommnete. Seit Ende der 1990er Jahre leitet er ein eigenes Trio, mit dem er zwei Alben aufnahm.

## Diskographie
- One Way mit Kelly Sill, Brian Sjoerdinga, 1997
- Chicago Trio New York Tenor mit George Garzone, Larry Kohut, Jim Trompeter, 1999